# Сам Лундвал
Сам Йери Лундвал (на шведски: Sam Jerrie Lundwall) е шведски писател фантаст, певец и композитор.

## Биография и творчество
Роден е на 24 февруари 1941 г. в Стокхолм. На 11-годишна възраст Шведското радио излъчва първия му фантастичен разказ. През 1960-те години се подвизава като певец и композитор, а едновременно с това е продуцент на научнофантастични филми за телевизията. От 1972 г. насам започва да издава всяка година по една антология за фантастика под общото заглавие „Това се случи утре“, както и двумесечното списание „Жул Верн дайджест“, което е вече едно от най-старите списания за научна фантастика в света. Все така „между другото“ ръководи издателство „Делта“, което се е специализирало във фантастичната литература, и продължава от време на време да композира песни за естрадни състави.
С научната фантастика се занимава и теоретично. Издал е няколко книги, от които по-забележителни са
- „Научната фантастика – какво представлява тя? “ (1970),
- „Библиография на фантастиката и научната фантастика“ (1974),
- „Илюстрована история на научната фантастика“ (1978).

Най-популярните му художествени произведения са
- „Не е време за герои“ (1972),
- „Бернхард Завоевателят“ (1973),
- „Ах, тази Алиса“ (1974),
- „Блусът на Кинг Конг“ (1974),
- „Градът-затвор“ (1978),
- „Момичето от прозореца на края на света“ (1980),
- „Грохот“ (1982).

Те са преведени на много езици, като преводите на английски извършва самият Лундвал.
Лундвал е сред председателите на международната асоциация на фантастите-професионалисти „Уърлд-СФ“.